# Глостер, Крис
Кристофер Глостер (англ. Christopher Gloster; род. 28 июля 2000, Монтклэр, Нью-Джерси, США) — американский футболист, защитник клуба «Нью-Мексико Юнайтед».

## Клубная карьера
Глостер — воспитанник клуба «Нью-Йорк Ред Буллз». 13 августа 2016 года он дебютировал за «Нью-Йорк Ред Буллз II» в USL в матче против «Орландо Сити B».
В марте 2018 года Крис подписал контракт с немецким «Ганновер 96», где начал выступать за резервную команду «Ганновер 96 II».
9 августа 2019 года Глостер перешёл в нидерландский ПСВ, где присоединился к «Йонг ПСВ», подписав трёхлетний контракт. 13 сентября в матче против «Йонг АЗ» он дебютировал в Эрстедивизи.
22 марта 2021 года Глостер перешёл в клуб MLS «Нью-Йорк Сити», подписав контракт до конца сезона 2023 с опциями продления ещё на два сезона. За права на него по правилу доморощенного игрока «Сити» выплатил «Ред Буллз» $100 тыс. в общих распределительных средствах, и дополнительно до $300 тыс. может выплатить в зависимости от определённых показателей. В MLS он дебютировал 15 мая в матче против «Торонто». 31 мая Глостер был отдан в аренду клубу Чемпионшипа ЮСЛ «Сакраменто Рипаблик» с правом отзыва в любое время. За «Рипаблик» он дебютировал 2 июня в матче против «Окленд Рутс». 1 мая 2022 года в матче «Нью-Йорк Сити» против «Сан-Хосе Эртквейкс» он забил свой первый гол в MLS. 17 февраля 2023 года «Нью-Йорк Сити» осуществил выкуп гарантированного контракта Глостера.
27 июля 2023 года Глостер был взят в аренду у MLS клубом MLS Next Pro «Атланта Юнайтед 2» на оставшуюся часть сезона 2023. За «Атланту Юнайтед 2» он дебютировал 3 августа в матче против «Чикаго Файр II», выйдя на замену на 71-й минуте. По окончании сезона 2023 срок аренды Глостера в «Атланте Юнайтед 2» истёк.
16 января 2024 года Глостер подписал контракт с клубом Чемпионшипа ЮСЛ «Нью-Мексико Юнайтед». 9 марта в матче стартового тура сезона 2024 против «Питтсбург Риверхаундс» он дебютировал за «Нью-Мексико Юнайтед».

## Международная карьера
В 2017 году Глостер в составе сборной США до 17 лет занял второе место на юношеском чемпионате КОНКАКАФ в Панаме. На турнире он сыграл в матчах против команд Ямайки, Кубы, Гондураса и дважды Мексики.
В том же году Глостер принял участие в юношеском чемпионате мира в Индии. На турнире он сыграл в матчах против сборных Индии, Ганы, Колумбии, Парагвая и Англии.
В 2018 году в составе сборной США до 20 лет Глостер выиграл молодёжный чемпионат КОНКАКАФ. На турнире он сыграл в матчах против команд Пуэрто-Рико, Американских Виргинских Островов, Тринидада и Тобаго, Суринама, Мексики, Гондураса и Коста-Рики. Попал в символическую сборную турнира.
В 2019 году Глостер принял участие в молодёжном чемпионате мира в Польше. На турнире он сыграл в матчах против команд Украины, Нигерии, Катара, Франции и Эквадора.

## Достижения
Командные
«Нью-Йорк Сити»
- Чемпион MLS (обладатель Кубка MLS): 2021

США (до 17)
- Чемпион КОНКАКАФ среди юношеских команд: 2017

США (до 20)
- Чемпион КОНКАКАФ среди молодёжных команд: 2018

Личные
- Член символической сборной молодёжного чемпионата КОНКАКАФ: 2018